# هگزامتیل‌فسفرآمید
هگزامتیل‌فسفرآمید (به انگلیسی: Hexamethylphosphoramide) یک ترکیب شیمیایی با شناسه پاب‌کم ۱۲۶۷۹ است. که جرم مولی آن ۱۷۹٫۲۰ g/mol می‌باشد. 